# 肖娜·考克斯
肖娜·考克斯 MBE （1993年1月27日—）是一名英國女子運動攀登運動員。她曾經獲得2019年世界攀岩錦標賽女子抱石賽和女子全能賽銅牌，也曾獲得2016年及2017年抱石世界盃總冠軍。

## 外部連結
- IFSC （页面存档备份，存于） （英文）
- 肖娜·考克斯的Facebook專頁
- 肖娜·考克斯的X（前Twitter）
- 肖娜·考克斯的Instagram帳戶
- YouTube上的肖娜·考克斯頻道